# 化學防護車 (日本)
化學防護車是日本自衛隊為了對應核戰爭或者化學戰爭而開發的戰地放射線暨化學武器汚染調查用途的軍事車輛，並且可以用作處理化學災害。化學防護車由82式指揮通信車的底盤設計改裝而來，小松製作所製造。1987年（昭和62年）服役於陸上自衛隊的中央特殊武器防護隊（大宮基地）、各師團和旅團內化學防護小隊也有配備。

## 特徴
各部份密閉度極高，還有空氣淨化装置、防護服等保護設備，車外放射線測定可以提供車內人員污染資訊。放射線測定器和化學測定器都在車體後部的小罐中、車內也可以進行土壤採樣。整車總重量比82式指揮通信車重，所以最高速度比較慢一點。固定武器有一門白朗寧M2重機槍在本車上方，也和73式裝甲運兵車一樣可以加裝車內遙控機槍塔。
因為1999年（平成11年）東海村核能事故的教訓所以開發了中子防護板、可以加強核能災害出動時的保護性。1999年（平成11年）服役的化学防護車（B型）專門對抗細菌戰；車體側面裝備有風向測定器於車體後部天井。為了區別一般自衛隊車輛和此種緊急車輛，化學防護車還裝有紅色警告燈。

## 出動實績
目前活動主要是配合第101化學防護隊（現在改名中央特殊武器防護隊）出動。本車1995年（平成7年）的奧姆真理教東京地鐵沙林毒氣事件有出動；有物質特定清除成果。東海村JCO核能事故時也到現場待機。

## 採購數量
| 予算計上年度         | 調達数 |
| -------------------- | ------ |
| 昭和60年度（1985年） | 1輛    |
| 昭和61年度（1986年） | 2輛    |
| 昭和62年度（1987年） | 2輛    |
| 昭和63年度（1988年） | 3輛    |
| 平成 1年度（1989年） | 3輛    |
| 平成 2年度（1990年） | 2輛    |
| 平成 3年度（1991年） | 1輛    |
| 平成 4年度（1992年） | 1輛    |
| 平成 5年度（1993年） | 1輛    |
| 平成 6年度（1994年） | 1輛    |
| 平成 7年度（1995年） | 2輛    |
| 平成 8年度（1996年） | 1輛    |
| 平成 9年度（1997年） | 2輛    |
| 平成10年度（1998年） | 1輛    |
| 平成11年度（1999年） | 1輛    |
| 平成12年度（2000年） | 3輛    |
| 平成13年度（2001年） | 2輛    |
| 平成14年度（2002年） | 2輛    |
| 平成15年度（2003年） | 2輛    |
| 平成16年度（2004年） | 2輛    |
| 平成17年度（2005年） | 2輛    |
| 平成18年度（2006年） | 2輛    |
| 平成19年度（2007年） | 1輛    |
| 平成20年度（2008年） | 3輛    |
| 平成21年度（2009年） | 4輛    |
| 合計                 | 47輛   |

## 後繼車
現在化學防護車及生物偵察車的後繼已經暫定由NBC偵察能力大幅提高的NBC偵察車接替，使用開發中的『未來輪型戰鬥車』底盤技術共通改裝。

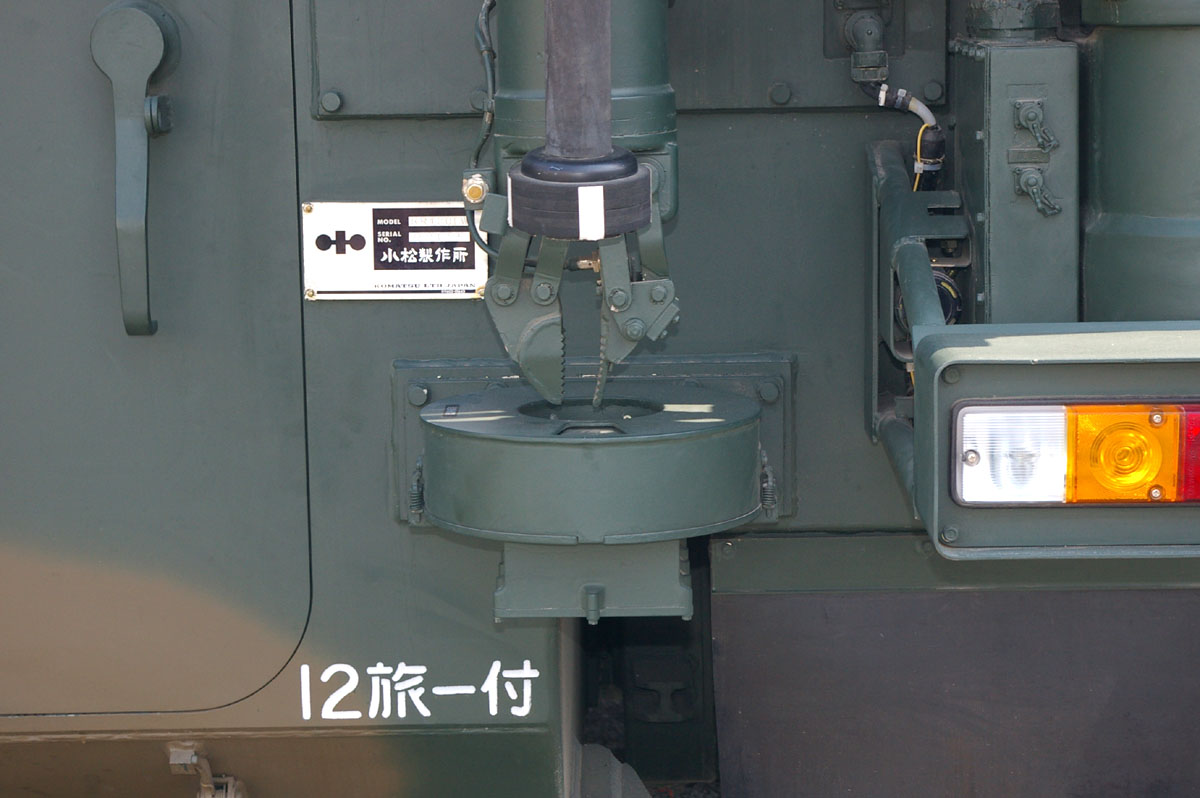
土壤測定器的機械臂

## 登場影視作品
- 『哥吉拉』
- 『ULTRAMAN』
- 『MEMORIES』 - 大友克洋監修『最臭兵器』片段中登場。
- 『數碼寶貝馴獸師』- 42話登場。